# Turf Talk
Turf Talk, pseudonimo di Demar Bernstein (Vallejo, 1979), è un rapper statunitense.
È un rapper della Bay Area conosciuto per essere il fondatore del movimento hippy. Il suo unico stile di dialettica ha conquistato il consenso locale e nazionale. Turf Talk è il protetto e il cugino del famoso rapper E-40.

## Infanzia
Sebbene nato a Vallejo, Turf Talk si trasferì a Los Angeles, nel sobborgo di Pomona, prima e Rialto poi. Egli fu espulso dalla scuola durante l'infanzia e studiò a casa con un insegnante privato. In questo periodo incominciò a scrivere rime.
Turf Talk ha rivelato in un'intervista alla rivista inglese Hip Hop Connection di aver vissuto nei motel per quattro o cinque anni. Il rapper ritornò nel 1999 nella Bay Area per continuare la sua carriera col cugino E-40 a Vallejo, dove vive tutt'oggi.
Turf Talk ha designato come suoi ispiratori E-40 stesso, i The Click, Mac Mall e la The Dangerous Crew.

## Carriera
Iniziò col nome di Killa Kane. Turf apparì insieme a Mac Shawn, altro cugino di E-40, nella compilation Worldwide Bosses & Playas nel 2001.
Turf Talk apparì poi nell'album di E-40 del 2003, Breakin' News per cementare la sua reputazione nella Bay Area.
Nel 2004 Turf incise il suo album iniziale, ampiamente annunciato e atteso, The Street Novelist, assieme al suo mentore E-40. Il cd include una canzone di Rick Rock e una apparizione finale di Mac Dre.
Nel 2005 esce il suo secondo cd, Turf Talk Bring The Hood: Colabilation, in parte album e in parte compilation di tracce registrate coi collaboratori della Sick Wid It Records. Il cd include la famosa hit Turf Talk Iz Back.
Nelle prime ore del 14 luglio 2005 qualcuno sparò a Turf Talk numerosi colpi in faccia con un fucile a pompa di piccolo calibro mentre lasciava il suo studio di registrazione a Vallejo. Il suo ricovero all'ospedale fu fortunatamente veloce e senza pericoli.
Il 30 luglio 2005 Turf Talk venne designato come Rookie dell'Anno 2005 nei "Bay Area Rap Scene Awards", battendo in finale artisti come Mistah F.A.B. e Ya Boy.
Turf Talk annunciò l'uscita del suo nuovo cd, West Coast Vaccine: The Cure, nel 2006, incoraggiato dal suo mentore E-40 e dalla casa discografica BME/Warner Imprint. Il cd, la cui uscita è stata posticipata all'inizio del 2007, vede la collaborazione di artisti come Lil Jon e Rick Rock.
Turf Talk ha anche portato a termine un tour attraverso l'Europa e il Giappone, conclusosi a Londra, in Hyde Park, il 23 giugno 2006. Assieme a Turf c'erano altri artisti della Bay Area come Nump, Mistah F.A.B. ma anche superstar mondiali, come Gnarls Barkley, Damian Marley, Pharrell Williams e i Massive Attacks.

## Stile
Turf Talk ha una dialettica non comune che lo caratterizza. Esso, definito "bocchetta devastante" combina una distintiva pronuncia strasciata con feroci interiezioni. Lo stesso autorevole "New York Times" l'ha definito "un artista con un tono di voce alto, più feroce e meno fumettistica del cugino E-40."

## Discografia
- 2004 - Street Novelist
- 2005 - Turf Talk Brings The Hood Colabilation
- 2007 - West Coast Vaccine: The Cure